# Trandafirul de câmpie
Heidenröslein sau Heideröslein (Trandafirul de câmpie) este un poem scris de Johann Wolfgang von Goethe, publicat în anul 1789. A fost scris în 1771, în perioada în care Goethe a locuit în Strasbourg pe când era îndrăgostit de Friederike Brion, căreia i-a și adresat poemul. Acest poem a fost inspirația operetei Friederike a lui Franz Lehár, compusă în anul 1928, care include un aranjament inspirat chiar de însuși Lehár.
Poemul Heidenröslein vorbește despre iubirea respinsă a unui tânăr, femeia fiind reprezentată de un trandafir. Există un poem asemănător a lui Goethe, Das Veilchen, în care bărbatul este întruchipat de o viorea.

## Detalii
Heidenröslein are trei strofe ce se regăsesc pe aceeași linie melodică. Piesa, interpretată în toată lumea, a fost concepută de Goethe ca Nachspiel (o specie teatrală de dimensiune mica care se interpreta în nordul Europei, după o opera dramatică,acest lucru fiind realizat până la sfârșitul secolului al XVIII-lea). Există variante ale altor compozitori pentru același poem. Una dintre cele mai interpretate variante în folclorul german este compusă de Heinrich Werner, Kirchohmfeld. Debutul piesei a avut loc pe data de 20 ianuarie 1829 în Braunschweig, cu însuși Werner dirijor.

## Text
| Textul original în limba germană: | Text tradus în limba română: |
| Sah ein Knab' ein Röslein stehn, Röslein auf der Heiden, War so jung und morgenschön, Lief er schnell es nah zu sehn, Sah's mit vielen Freuden. Röslein, Röslein, Röslein rot, Röslein auf der Heiden. Knabe sprach: "Ich breche dich, Röslein auf der Heiden." Röslein sprach: "Ich steche dich, Dass du ewig denkst an mich, Und ich will's nicht leiden." Röslein, Röslein, Röslein rot, Röslein auf der Heiden. Und der wilde Knabe brach 's Röslein auf der Heiden; Röslein wehrte sich und stach, Half ihr doch kein Weh und Ach, Musste es eben leiden. Röslein, Röslein, Röslein rot, Röslein auf der Heiden. | Un flăcău în câmp zări Floarea de răsură, Mândră-n straie purpurii. Dulce-n inimă simți O săgetătură, Roșu, roșu trandafir, Floare de răsură. El îi zise: „Eu te rup, Floare de răsură.” Floarea zise: „Eu te-mpung, Să ții minte îndelung – Floarea nu îndură,” Roșu, roșu trandafir, Floare de răsură. Crunt flăcăul, crunt a rupt Floarea de răsură. Ea l-a-mpuns și s-a zbătut. Geaba-n lacrimi a gemut, Soarta tot o-ndură, Roșu, roșu trandafir, Floare de răsură. |

(Traducere de Maria Banuș)

## Interpretarea textului
Heidenröslein  admite interpretări variate. Cea mai prozodică dintre aceastea susține că trandafirul simbolizează o fecioară care se apără de avansurile unui tânăr, iar în cele din urmă o ”rupe”. O altă variantă mai subtilă descrie un tânăr care iubește foarte mult o fată, acesta reușind ca sentimentul să fie reciproc din partea fetei, dar după aceea, el îi frânge inima.

## Aranjamente
Poemul a fost pus pe muzică de mai mulți compozitori, printre care Franz Schubert în anul 1815 (D.257). Aranjamentul lui Schubert se bazează parțial pe duetul Paminei și al lui Papageno Könnte jeder brave Mann de la sfârșitul actului I al operei Flautul fermecat a lui Wolfgang Amadeus Mozart. Aranjamentul din anul 1829 a lui Heinrich Werner a devenit un cântec popular cunoscut.

## Nume
În germană, există prenumele feminin "Heiderose". Mulți copii sunt botezați în acest fel datorită poemului lui Goethe.

## Adaptări
Formația germană de muzică industrială Rammstein a utilizat tema poemului în cântecul Rosenrot. Unele versuri ale acestei piese au fost extrase aproape identic din poemul lui Goethe. O diferență față de original este că în piesa formației Rammstein rolurile se inversează, bărbatul fiind cel care suferă din cauza femeii.
Alți artiști care au interpretat Heideröslein sunt artista japoneză Shiina Ringo, Bodo Wartke și duetul format din John Kelly și Maite Itoiz.